# 모리야마촌 (시마네현)
가타에촌(일본어: 森山村)은 시마네현 야쓰카군에 있던 촌이다. 현재의 마쓰에시에 해당한다.

## 역사
- 1889년 4월 1일 - 정촌제 시행에 의해 시마네군 모리야마촌이 성립하였다.
- 1896년 4월 1일 - 군의 통합에 의해 야쓰카군에 소속되었다.
- 1955년 4월 13일 - 지쿠미촌, 가타에촌, 미호노세키정과 합병해, 새로운 미호노세키정이 신설하여 폐지되었다.

## 참고문헌
- 角川日本地名大辞典 32 島根県
- 『市町村名変遷辞典』東京堂出版、1990年。